# Galten (fjärd)
Galten är en fjärd som bildar den västligaste delen av Mälaren. Flera av Mälarens största tillflöden, såsom Arbogaån, Hedströmmen och Kolbäcksån, mynnar i Galten.
Farleden i Galten är relativt hårt trafikerad på grund av den stora insjöhamnen i Köping, Sveriges näst största, efter Västerås hamn som finns bara 4 mil bort.